# Rudolf Mueller-Boenigk
Rudolf Mueller-Boenigk (Landeck, 27 april 1890 - Krefeld, 16 januari 1967) was een Duitse officier en SS-Brigadeführer en Generalmajor in de politie tijdens de Tweede Wereldoorlog. Hij was een Befehlshaber der Ordnungspolizei (BdO) in het Generaal-gouvernement, Koningsbergen en Kassel.

## Leven
Op 27 april 1890 werd Rudolf Mueller-Boenigk geboren in Landeck in het Oostenrijks-Hongaarse Rijk. Hij meldde zich aan bij het Deutsches Heer en werd op 1 oktober 1911 als Fahnenjunker (aspirant-officier) geplaatst bij het Eisenbahn-Regiment Nr. 1. In 1912 werd Mueller-Boenigk bevorderd tot Fähnrich (vaandrig). Hierna werd hij nog een keer bevorderd, maar nu tot officier (Leutnant) (tweede luitenant). Van 1912 tot juli 1914 ging Mueller-Boenigk economie studeren.

### Eerste Wereldoorlog
Na zijn studie keerde hij terug in dienst van het Deutsche Heer, en werd op 30 juli 1914 geplaatst bij het 4. Ostpreussisches Gre Rgt Köning Friedrich I Nr 5. Mueller-Boenigk raakte op 9 september 1914 en 5 september 1915 gewond, en werd hiervoor onderscheiden met het gewondeninsigne 1918 in zilver. Na zijn herstel werd hij geplaatst in het Infanterie-Regiment 402 (402e Infanterieregiment). Op 21 augustus 1917 raakte hij opnieuw gewond. Daarna volgde zijn plaatsing naar het Infanterie-Regiment „von Borcke“ (4. Pommersches) Nr. 21. Op 18 oktober 1918 werd Mueller-Boenigk bevorderd tot Oberleutnant (eerste luitenant).

### Interbellum
Van 31 januari 1919 tot 30 september 1919 was Mueller-Boenigk propagandaofficier in de infanteriebrigade Thorn wat onderdeel was van de Grenzschutz Ost. Op 1 oktober 1919 trad hij toe tot de Sicherheitswehr in Berlijn en werd ingeschaald als een Polizeioberleutnant (eerste luitenant in de politie). Op 31 juli 1921 werd Mueller-Boenigk bevorderd tot Polizeihauptmann (kapitein in de politie). Na zijn bevordering diende hij van januari 1926 tot 1927 bij de politie in Düsseldorf. Daarna werd hij toegewezen aan de politie in Hildesheim.
Op 10 mei 1927 trouwde Mueller-Boenigk met Hilde Emilie Nabersberg. Na zijn trouwerij werd hij toegewezen aan de Landjägerei in Wandsbek en werd daar op 16 mei 1927 als Landjäger-Hauptmann ingezet. Hij was als Landjägereioberaufsichtsbeamter voor het Regierungsbezirk Merseburg, en als Sachbearbeiter (bevoegde medewerker) van de Regierungspräsidenten Merseburg tot 1 oktober 1928 werkzaam. Op 28 oktober 1928 werd Mueller-Boenigk bevorderd tot Landjäger-Major. Na zijn bevordering was hij van 1 juli 1930 tot 30 januari 1931 als Landjägereioberaufsichtsbeamter voor het Regierungsbezirk Münster en Landjägereiinspektionsbeamter voor de Landjägereinspektion Münster I en Sachbearbeiter van de Regierungspräsidenten Münster werkzaam.
Op 1 mei 1933 werd Mueller-Boenigk lid van de Nationaalsocialistische Duitse Arbeiderspartij (NSDAP). Vanaf 1935 was hij werkzaam in de gendarmerie, en werd ingeschaald als majoor. Hij werd benoemd tot commandant van de gendarmerie in Münster, en leider van de gendarmerieregio Münster. Hierna diende hij nog als commandant van de gendarmerie Potsdam II, en als leider van het gendarmeriedistrict Potsdam. Van 26 oktober 1936 tot 30 juni 1938 diende Mueller-Boenigk als Kommandeur der Schutzpolizei (KdS) bij de Rijksstadhouder Hessen. Op 29 oktober 1936 werd hij bevorderd tot Oberstleutnant der Gendarmerie (luitenant-kolonel in de Gendarmerie). Vanaf 11 maart 1938 werd Mueller-Boenigk naar de gemotoriseerde gendarmeriegroep Mueller gecommandeerd en benoemd tot commandant van de gemotoriseerde gendarmerie Oostenrijk. Hij diende tot 26 april 1938 in beide functies.

### Tweede Wereldoorlog
Hierna diende hij als commandant van de gendarmerieschool in Hildesheim, en werd bevorderd tot Oberst der Gendarmerie (kolonel in de Gendarmerie). Hierna diende hij als stafchef van de Befehlshaber der Ordnungspolizei (BdO) in het Generaal-gouvernement. In januari 1940 werkte Mueller-Boenigk als Oberfeldkommandantur 530 in Generaal-gouvernement. Vanaf 1 april 1940 was deze staf opgeheven.
Op 1 augustus 1940 werd Mueller-Boenigk lid van de Schutzstaffel (SS) en werd hij aan het Stammabt Mitte toegewezen. Hij werd ingeschaald als SS-Standartenführer (kolonel). Hierna werd hij als BdO geplaatst bij de HöSSPF Nordost onder de leiding van de SS-Gruppenführer Theodor Eicke. Op 20 april 1942 volgde zijn bevordering tot SS-Oberführer. Na zijn bevordering werd Mueller-Boenigk toegevoegd aan de staf van de SS-Oberabschnitt Mitte. Hij diende in de staf tot 1 oktober 1942, waarna hij het Charakter als Generalmajor der Polizei (titel van een Generalmajor der Polizei) kreeg. Na zijn bevordering diende hij in de staf van de SS-Oberabschnitt Nordost. Op 28 oktober 1942 werd Mueller-Boenigk definitief bevorderd tot Generalmajor der Polizei. Hierna volgde ook zijn bevordering tot SS-Brigadeführer (brigadegeneraal). Van 10 augustus 1944 tot april 1945 diende hij als Befehlshaber der Ordnungspolizei (BdO) in Wehrkreis IX (11e militaire district). Aan het einde van de Tweede Wereldoorlog diende hij nog in de staf van de SS-Oberabschnitt Fulda-Werra. Hij werd krijgsgevangen gemaakt, hieruit werd Mueller-Boenigk in december 1947 weer vrijgelaten.

## Na de oorlog
Over het verdere verloop van zijn leven is niets bekend. Op 16 januari 1967 stierf Mueller-Boenigk in Krefeld.

## Carrière
Mueller-Boenigk bekleedde verschillende rangen in zowel de Deutsches Heer als Allgemeine-SS. De volgende tabel laat zien dat de bevorderingen niet synchroon liepen.
| Datums                                                                                                  | Deutsches Heer                   | Sicherheitswehr     | Landjägerei         | Gendarmerie                    | Allgemeine-SS       | Politie                                |
| --- | -------------------------------- | ------------------- | ------------------- | ------------------------------ | ------------------- | -------------------------------------- |
| 1 oktober 1911                                                                                          | Fahnenjunker (aspirant-officier) | —                   | —                   | —                              | —                   | —                                      |
| 1912 | Fähnrich                         | —                   | —                   | —                              | —                   | —                                      |
| 27 juli 1912                                                                                            | Leutnant                         | —                   | —                   | —                              | —                   | —                                      |
| 18 oktober 1916                                                                                         | Oberleutnant                     | —                   | —                   | —                              | —                   | —                                      |
| 1918 (met Patent van 23 juni 1913)                                                                      | Leutnant                         | —                   | —                   | —                              | —                   | —                                      |
| 1 oktober 1919                                                                                          | —                                | Polizeioberleutnant | —                   | —                              | —                   | —                                      |
| 13 juli 1921 (met DA van 27 juli 1912)                                                                  | —                                | Polizeihauptmann    | —                   | —                              | —                   | —                                      |
| 16 mei 1927 (met DA van 27 juli 1912)                                                                   | —                                | —                   | Landjäger-Hauptmann | —                              | —                   | —                                      |
| 28 oktober 1928 (met ingang van 1 oktober 1928 en DA van 28 oktober 1928)                               | —                                | —                   | Landjäger-Major     | —                              | —                   | —                                      |
| 25 januari 1934                                                                                         | —                                | —                   | —                   | Gendarmeriemajor               | —                   | —                                      |
| 29 oktober 1936 (met ingang van 1 oktober 1936 en RDA van 29 oktober 1936)                              | —                                | —                   | —                   | Oberstleutnant der Gendarmerie | —                   | —                                      |
| 1 oktober 1939 (met RDA van 1 september 1939)                                                           | —                                | —                   | —                   | Oberst der Gendarmerie         | —                   | —                                      |
| 1 augustus 1940                                                                                         | —                                | —                   | —                   | —                              | SS-Standartenführer | —                                      |
| 20 april 1942                                                                                           | —                                | —                   | —                   | —                              | SS-Oberführer       | —                                      |
| 13 mei 1942 - 20 april 1942                                                                             | —                                | —                   | —                   | —                              | —                   | Charakter als Generalmajor der Polizei |
| 3 december 1942 (met ingang van 9 november 1942)                                                        | —                                | —                   | —                   | —                              | SS-Brigadeführer    | —                                      |
| 28 oktober 1942 (met ingang van 1 oktober 1942 en RDA van 9 november 1942, later RDA van 20 april 1942) | —                                | —                   | —                   | —                              | —                   | Generalmajor der Polizei               |

## Lidmaatschapsnummers
- NSDAP-nr.: 2484328[6][10][11] (lid geworden 1 mei 1933[7])
- SS-nr.: 361261[6][10][11] (lid geworden 1 augustus 1940[7])

## Onderscheidingen
Selectie:
- IJzeren Kruis 1914, 1e Klasse[6][7][10] en 2e Klasse[6][7][10]
- Herhalingsgesp bij IJzeren Kruis 1939, 2e Klasse[6][11] op 27 januari 1940[7][2]
- Gewondeninsigne 1918 in zilver[6][7][10][11]
- Kruis voor Militaire Verdienste (Oostenrijk-Hongarije), 3e Klasse met Oorlogsdecoratie[7]
- Kruis voor Oorlogsverdienste, 1e Klasse[6][11] (1 september 1942[7][2]) en 2e Klasse[6][7][2] met Zwaarden
- Dienstonderscheiding van de Politie in goud[7][2]

## Afkorting
- mit der Wahrnehmung der Geschäfte beauftragt (m.d.W.d.G.b.) - vrije vertaling: met de waarneming van de functie belast